# صرد (مصر)
صرد إحدى قرى مركز قطور التابع لمحافظة الغربية بجمهورية مصر العربية. تشتهر القربة بإنتاجها الغزير من محصول التوت.

## التاريخ
قرية صرد من القرى القديمة اسمها القديم محلة صرد، وردت باسم «صرد» في أعمال الغربية ضمن قرى الروك الصلاحي التي أحصاها ابن مماتي في كتاب قوانين الدواوين، كما وردت باسم «صرد» في أعمال الغربية ضمن قرى الروك الناصري التي أحصاها ابن الجيعان في كتاب «التحفة السنية بأسماء البلاد المصرية». وردت باسم «صرد» في التربيع العثماني الذي أجراه الوالي العثماني سليمان باشا الخادم في عصر السلطان العثماني سليمان القانوني ضمن قرى ولاية الغربية، وفي تاريخ 1228هـ/1813م الذي عدّ قرى مصر بعد المسح الذي قام به محمد علي باشا باسم «صرد» ضمن قرى مديرية الغربية.
وردت القرية ضمن قرى مركز كفر الشيخ في تعداد 1882، ثم ضمن قرى مركز طنطا منذ تعداد 1927 وحتى ضمت إلى مركز قطور وقت إنشائه في عام 1948 ووردت ضمن قراه في تعداد 1960.

## السكان
بلغ عدد سكان صرد 11,254 نسمة حسب تقدير عام 2018.
| السنة  | 1882 | 1907 | 1927 | 1947 | 1960 | 1976 | 1986 | 1996   | 2006   | 2018   |
| ------ | ---- | ---- | ---- | ---- | ---- | ---- | ---- | ------ | ------ | ------ |
| القرية | 2239 | 8815 | 3706 | 4174 | 5291 | 6450 | 9011 | 10,411 | 12,291 | 11,254 |